# Fort de San Diego

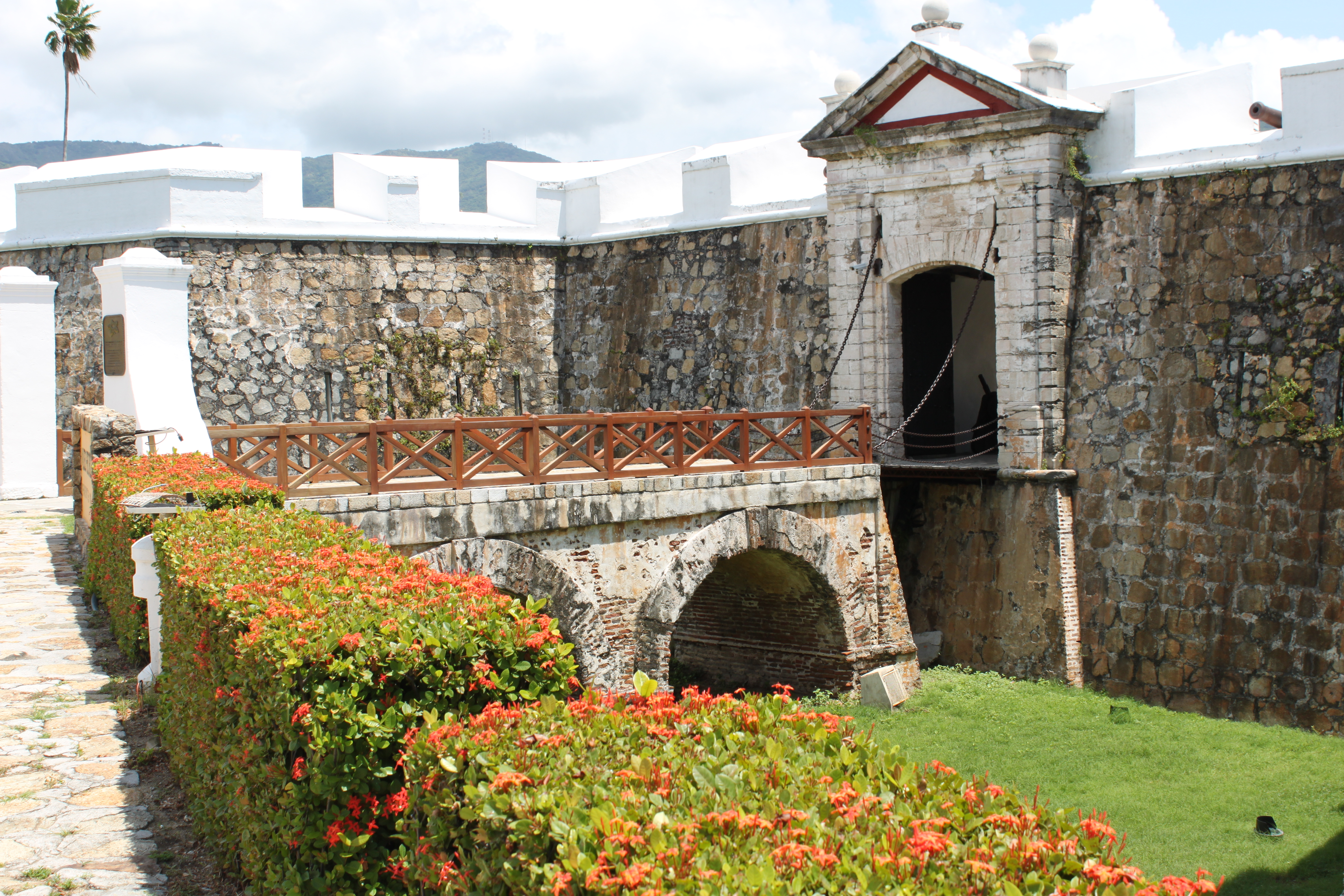
Fort de San Diego

Le fort de San Diego, est une forteresse située dans le port maritime d'Acapulco au Mexique. C'est le monument historique et le fort de la région le plus important tout au long de l'Océan Pacifique. C'est une partie essentielle de l'histoire du port, célèbre pour sa forme géométrique singulière de tortue.
Ce bâtiment abrite depuis 1986 l' Acapulco Historical Museum, actuellement administré par l'Institut National d'Anthropologie et d'Histoire, et comprend treize salles d'exposition. Le musée vise à identifier les moments les plus importants de son histoire et à promouvoir sa culture.

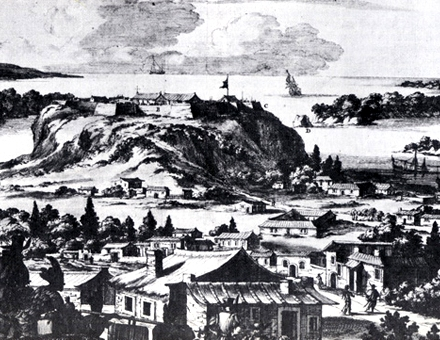
Le fort sur une gravure du XVIII